# Uroš Račić
Uroš Račić (serbisch-kyrillisch Урош Рачић; * 17. März 1998 in Kraljevo) ist ein serbischer Fußballspieler, der als zentraler Mittelfeldspieler steht in Griechenland bei Aris Thessaloniki unter Vertrag.

## Karriere

### Verein
Nach einer Reihe von Stationen als Juniorenspieler trat Račić 2016 der Jugendabteilung von Roter Stern Belgrad bei.  Am 14. Mai 2016 gab er im Auswärtsspiel gegen Radnik Surdulica sein Debüt in der SuperLiga, als er für Aleksandar Katai eingewechselt wurde. Er hatte seinen Durchbruch in der Saison 2017/18, in der er regelmäßig in der Startelf auftauchte. Račić wechselte im Sommer 2018 für 2,2 Millionen Euro von Roter Stern Belgrad zum FC Valencia, wo er zuerst im B-Team eingesetzt wurde. Am 4. Dezember 2018 gab Račić sein Debüt für die erste Mannschaft von Valencia beim 1:0-Sieg gegen CD Ebro in der Copa del Rey. Am 14. Januar 2019 wurde Račić bis zum Saisonende an den Segunda-División-Klub CD Teneriffa ausgeliehen, im August 2019 wurde er dann an den portugiesischen Klub FC Famalicão ausgeliehen. Zu Beginn der Saison 2020/21 kehrte er zu Valencia nach Spanien zurück, wo er sich erstmals in der erweiterten Startelf der Valencianer etablieren konnte.
Zu Beginn der Saison 2022/23 wurde er erneut nach Portugal ausgeliehen, diesmal schloss er sich Sporting Braga an. Im Sommer 2023 wechselte Račić zur US Sassuolo Calcio. Für die Saison 2024/25 wechselte er leihweise zu West Bromwich Albion.

### Nationalmannschaft
Račić absolvierte Spiele für verschiedene Jugendauswahlen Serbiens und vertrat die U-21 Auswahl bei der U-21-Fußball-Europameisterschaft 2019 in Italien. Er gab sein Debüt für die A-Nationalmannschaft am 24. März 2021 bei einem EM-Qualifikationsspiel gegen Irland.

## Erfolge
Roter Stern Belgrad
- Serbischer Meister: 2016, 2018

FC Valencia
- Spanischer Pokalsieger: 2019